# Euphyia anticleata
Euphyia anticleata är en fjärilsart som beskrevs av Paul Dognin 1914. Euphyia anticleata ingår i släktet Euphyia och familjen mätare. Inga underarter finns listade i Catalogue of Life.